# Bob Hardy
Robert Byron Hardy es el bajista de la banda británica Franz Ferdinand. Nació el 16 de agosto de 1980 en West Yorkshire, Inglaterra, Reino Unido. Bob ingresó en la Escuela de arte de Glasgow para estudiar pintura; como tantos otros estudiantes, pasaba gran parte de su tiempo en el 13th Note café, donde conoció a Alex Kapranos. Su amistad se estrechó en 2001, cuando Alex planeaba formar un grupo de música. 
Mick Cooke (Belle & Sebastian) le regaló a Alex un bajo, con la única condición de que hiciera algo provechoso con éste y con su vida. Así que, en uno de esos improductivos días en la fría Escocia, estaban en casa de Kapranos él y Bob Hardy. Alex le preguntó a Bob si quería aprender a tocar el bajo, a lo que éste contestó que era un artista, no un músico. Kapranos le respondió que ser artista y músico es lo mismo; convencido Bob aprendió a tocar el instrumento. Las diferencias perceptivas entre ambos continuarían: mientras Bob quería formar una gran banda trascendente y monumental, Kapranos tan sólo quería hacer música que hiciera bailar a las chicas. Más tarde se unieron al grupo Paul Thomson (baterista) y Nick McCarthy (guitarrista); ya estaba iniciado el proyecto Franz Ferdinand.
Padece sinestesia, ya que él puede visualizar olores.
- Datos: Q3505639
- Multimedia: Bob Hardy / Q3505639